# ハイ・ライズ (バンド)
ハイ・ライズ（High Rise）は、日本のサイケデリック・ロック・バンドである。南條麻人と成田宗弘を中心に結成された。

## 歴史
1982年、「サイケデリック・スピード・フリークス (Psychedelic Speed Freaks)」として結成。
1984年、明大前のレコード店モダーンミュージックが主宰するPSFレコードの第1弾として、初のアルバム『Psychedelic Speed Freaks』をリリースすると同時に、バンド名を「ハイ・ライズ (High Rise)」に改名。
1986年、セカンド・アルバム『High Rise II』をリリース。
1994年、ライブ・アルバム『Live』をリリース。
2002年、アルバム『Destination: Best of High Rise』をリリース。

## メンバー
- 南條麻人 - ベース、ボーカル
- 成田宗弘 - ギター

## 旧メンバー
- 高橋幾郎 - ドラムス
- PILL - ドラムス
- 志村浩二 - ドラムス
- 羽野昌二 - ドラムス
- 氏家悠路 - ドラムス

## ディスコグラフィー

### スタジオ・アルバム
- Psychedelic Speed Freaks （1984年）
- High Rise II （1986年）
- Dispersion （1992年）
- Disallow （1996年）
- Desperado （1998年）

### ライブ・アルバム
- Live （1994年）
- Psychedelic Speed Freaks '84-'85 （1997年）
- Psychobomb -U.S. Tour 2000- （2000年）

### コンピレーション・アルバム
- Destination: Best of High Rise （2002年）
- Tapes+ （2014年）

### DVD
- Psychedelic Speed Freaks Live 1986 （2009年）

## 関連文献
- Morris, Chris (December 12, 1998). “Squealer's High Rise Reissues Bring On The Japanese Noise”. Billboard:  67.